# Wendy Eisenberg
Wendy Eisenberg (* 18. Dezember 1991) ist eine amerikanische Musikerin (Gesang, Synthesizer, Gitarre, auch Banjo, Komposition) und Autorin. Einerseits Singer-Songwriterin ist sie auch genreübergreifend bis ins Feld der Neuen Improvisationsmusik hervorgetreten.

## Leben und Wirken
Eisenberg graduierte an der Eastman School of Music. Dann absolvierte sie den Masterstudiengang Contemporary Improvisation am New England Conservatory of Music, um 2021 einen weiteren Master in Performance Studies an der New York University abzuschließen.
Eisenbergs Debüt Collected Early Works wurde im Herbst 2015 veröffentlicht, gefolgt von der EP Window Box 2016. Im Folgejahr veröffentlichte sie ihr Album Time Machine wiederum mit Liedmaterial. Seitdem verfolgt sie nebeneinander sehr unterschiedliche Solokarrieren – die einer Improvisationsmusikerin und die einer Sängerin-Songwriterin.
Als Improvisatorin veröffentlichte Eisenberg im Herbst 2018 zwei Alben: das Solo-Improvisationsalbum Its Shape Is Your Touch auf VDSQ und (in Anspielung auf Félix Guattari) The Machinic Unconscious (Tzadik) in einem elektrischen Trio mit dem Bassisten Trevor Dunn und dem Schlagzeuger Ches Smith. Beide Platten erreichten die Billboard-Liste Critic’s Choice Top Ten Jazz Records. Weiterhin wirkte sie auf Alben von Shane Parish, Francisco Mela/Stephen Gauci, Carlos Truly, Ron Shalom, Devin Gray und Jessica Pavone mit und ist mit Carla Kihlstedt, John Zorn, Miles Okazaki, Matt Mitchell sowie Caroline Davis aufgetreten.
Auf der anderen Seite erschien im Mai 2020 Eisenbergs Songzyklus Dehiscence (2020), der positiv in The Wire gewürdigt wurde, gefolgt von ihrem Album Auto auf Ba Da Bing!, das zu einem Porträt in der Washington Post führte. 2021 veröffentlichte sie ein Album mit Banjosongs und Hymnen unter dem Titel Bent Ring auf Dear Life Records. Rocksongs interpretierte sie als Teil des Trios Editrix, mit dem im selben Jahr das Album Tell Me I’m Bad erschien. Mit dem Quintett Strictly Missionary hatte sie mit Saxophonist Chris Pitsiokos, dem Bassisten Richard Lenz und den Schlagzeugern Kevin Murray und Aaron Edgcomb auf dem Moers Festival 2021 einen – nach Ansicht des Veranstalters – „fulminanten Auftritt“ mit Rocksongs. Mit dieser Gruppe entstand das Album Heisse Scheisse.
Eisenberg hat daneben in zahlreichen Projekten mitgewirkt, unter anderem in der experimentellen Noise-Punk-Band Birthing Hips mit der Sängerin Carrie Furniss, der Schlagzeugerin Owen Liza Winter und dem Bassisten Andres Abenante (Urge to Merge 2017). Als Improvisationsmusikerin hat sie mit Künstlern wie Joe Morris, Damon Smith, John Zorn und Travis LaPlante zusammengearbeitet. Als Solokünstlerin hat sie Kompositionen von Zorn, Maria Schneider und Bill Holman uraufgeführt.
Einige Texte Eisenbergs über Musik wurden in John Zorns Buch Arcana VIII: Musicians on Music veröffentlicht.